# Такэути, Мария
Мария Такэути (яп. 竹内 まりや; род. 20 марта 1955, Идзумо, Симане) — японская певица и автор песен в жанре сити-поп. Сотрудничает с певцом и своим супругом Тацуро Ямасита.

## Биография
Мария Такэути родилась в посёлке Тайся (префектура Симане). Музыкальная карьера Марии началась в 1978 году с выходом альбома «Beginning» и сингла «Modotte-Oide, Watashi no Jikan», когда она ещё училась в Университете Кэйо. Первым крупным коммерческим успехом стал сингл «September» (1979 год). В конце 1970-х — начале 1980-х Мария записала пять альбомов и несколько синглов, включая хит 1980 года «Fushigi na Peach Pie».
В 1981 году певица вышла замуж за музыканта Тацуро Ямаситу. На три года Мария покинула сцену, чтобы родить и вырастить дочь. После возвращения к музыкальной карьере в 1984 году записала семь полноценных альбомов, каждый из которых занимал первые строки в японском чарте Орикон. Как автор песен, Мария написала восемь песен, попадавших в лучшую десятку синглов Орикона, включая «Single Again», «Kokuhaku», «Junai Rhapsody», «Konya wa Hearty Party» и «Camouflage» (занявший первую строку).
Также писала песни для других исполнителей, включая Юкико Окаду, Хироми Ивасаки, Хироко Якусимару, Масахико Кондо, Масаюки Судзуки и Tackey & Tsubasa. Некоторые из песен этих исполнителей также попадали в чарт Орикон — «Kenka o Yamete» и «Invitation» (Наоко Кавай), «Iro (White Blend)» (Михо Накаяма), «Maji de Koi Suru 5 Byoumae» (Рёко Хиросуэ).
За свою карьеру Мария Такэути выпустила 12 студийных альбомов, 42 сингла, несколько сборников и альбом с записью живого выступления 2000 года. Сборник 1994 года «Impressions» был распродан в Японии тиражом в 3 миллиона копий, став самым распродаваемым альбомом певицы.

## Дискография

### Альбомы
- Beginning (1978) — #17
- University Street (1979) — #7
- Love Songs (1980) — #1
- Miss M (1980) — #14
- Portrait (1981) — #14
- Viva Mariya!! (сборник, 1982) — #32
- Variety (1984) — #1
- Request (1987) — #1 110,000
- Quiet Life (1992) — #1 1,115,000
- Impressions (сборник, 1994) — #1 3,050,000
- Morning Glory (сборник, 1997)
- Souvenir: Mariya Takeuchi Live (живой альбом, 2000) — #3 332,000
- Bon Appetit! (2001) — #1 1,171,000
- Longtime Favorites (каверы, 2004) — #1 263,000
- Denim (2007) — #1 435,000
- Expressions (сборник, 2008) — #1 791,422
- Mariya’s Songbook (сборник, 2013)
- Trad (2014) — #1

### Синглы
- Modotte Oide, Watashi no Jikan (яп. 戻っておいで･私の時間) (1978) — #84
- Dream of You: Lemon Lime no Aoi Kaze (яп. ドリーム・オブ・ユー～レモンライムの青い風～) (1979) — #30
- September (1979) — #39
- Fushigi na Peach Pie (яп. 不思議なピーチパイ) (1980) — #3
- Futari no Vacance (яп. 二人のバカンス) (1980) — #42
- Ichigo no Yūwaku (яп. イチゴの誘惑) (1981) — #80
- Special Delivery: Tokubetsu Kokubin (яп. 特別航空便) / Crying All Night Long (1981) — did not chart
- Natalie (1981) — #70
- Mou Ichido (яп. もう一度)/Honki de Only You (яп. 本気でオンリーユー) (Let’s Get Married) (1984) — #20
- Mersey Beat de Utawasete (яп. マージービートで唄わせて) (1984) — #78
- Plastic Love (1985) — #86
- Koi no Arashi (яп. 恋の嵐) (1986) — #20
- Toki no Tabibito (яп. 時空の旅人) (1986) — #46
- Yume no Tsuzuki (яп. 夢の続き) (1987) — #43
- Eki (яп. 駅)/After Years (1987) — #55
- Genki o Dashite (яп. 元気を出して) (1988) -#70
- Single Again (1989) — #2
- Kokuhaku (яп. 告白) (1990) — #3
- Eki (яп. 駅) (Re-issue, 1991) — #18
- Manhattan Kiss (1992) — #11
- Uchi ni Kaerō (яп. 家に帰ろう) (My Sweet Home) (1992) — #18
- Shiawase no Sagashikata (яп. 幸せの探し方) (1992) — #42
- Ashita no Watashi (яп. 明日の私) (1994) — #19
- Junai Rhapsody (яп. 純愛ラプソディ) (1994) — #5
- Honki de Only You (яп. 本気でオンリーユー) (Let’s Get Married) (Re-issue, 1994) — #48
- Kon'ya wa Hearty Party (яп. 今夜はHearty Party) (1995) — #3
- Lonely Woman(1996) — #13
- Camouflage / Winter Lovers(1998) — #1
- Mou Ichido (яп. もう一度) (Re-issue, 1999) #35
- Tenshi no Tameiki (яп. 天使のため息) (1999) — #6
- Mayonaka no Nightingale (яп. 真夜中のナイチンゲール) (2001) — #7
- Mainichi ga Special (яп. 毎日がスペシャル) (2001) — #40
- Nostalgia (2001) — #30
- Henshin (яп. 返信) / Synchronicity (2006) — #8
- Slow Love (2006) — #30
- Ashita no Nai Koi (яп. 明日のない恋) (2006) — #19
- Chance no Maegami (яп. チャンスの前髪) (вместе с Юко Хара, 2007) — #23
- Tasogare Diary (яп.  たそがれダイアリー) (2013)